# Amuletten fra Samarkand
Amuletten fra Samarkand er en bog skrevet af britiske Jonathan Stroud. Bogen blev udgivet i 2003. Den danske udgave er oversat af Tom Havemann og udgivet samme år. 
Bogen danner første del af en fantasy trilogi kaldet Bartimæus-trilogien. De efterfølgende bøger i trilogien er Golems øje og Ptolemæusporten.

## Handling
Amuletten fra Samarkand handler om drengen Nathan, der efterlades af sine forældre og kommer i lære som troldmand hos Arthur Underwood. Ikke nok med at Underwood behandler ham elendigt; en dag møder Nathan den virtuose troldmand Simon Lovelace, der ydmyger ham offentligt og groft. 
Nathan sværger hævn, hvilken han gennemfører ved at frarøve Lovelace en magisk genstand, kendt som Amuletten fra Samarkand. For at få hjælp hertil har han påkaldt en kraftfuld og snarrådig dæmon, eller djinni: Bartimæus. Det viser sig hurtigt at Bartimæus, uden nødvendigvis at være ondsindet, har sin helt egen vilje.